# Alexius Meinong
Alexius Meinong (17 juillet 1853 à Lemberg - 27 novembre 1920 à Graz) est un mathématicien et un philosophe autrichien. Il est notamment célèbre pour avoir posé les fondements d'une théorie de l'objet.

## Extériorité de l'objet à l'être
Il fut l'élève de Franz Brentano (qui fut lui-même le professeur de Edmund Husserl), mais s'écarta de la pensée de son maître. Le principal point de désaccord avec Brentano est le suivant : Brentano affirme que la conscience ne peut avoir pour objet des objets qui n'existent pas (a fortiori des objets impossibles), mais qu'elle ne peut que se figurer quelqu'un qui se les représente.  À l'inverse, Meinong affirme que l'existence ou la non existence d'un objet est indépendante de sa constitution interne ; en termes meinongiens, l'être (Sein) d'un objet n'est jamais déductible de son être-tel (Sosein) : un objet est toujours extérieur à l'être (außerseiend, « hors de l'être »). Meinong parle de principe d'indifférence pour signifier qu'en lui-même l'objet pur est indifférent à la notion d'être: il est le support qui y est logiquement prédonné. En tant que visé, l'objet est indifférent ontologiquement aux notions d'existence et de subsistance. Le statut du Gegenstand est assez ambivalent puisqu'il apparaît à la fois comme condition de l'ontologie et comme extérieur à celle-ci. S'il est extérieur à l'ontologie, c'est dans la mesure où il n'a plus les contraintes de celle-ci. Ce qui suffit à instituer l'objet qui comme tel est donné, ce n'est plus l'être mais l'hors-être en tant qu'il met la question de l'existence hors jeu. Sur le plan sémantique, ce principe d'indifférence se comprend ainsi : indépendamment de la question de savoir si l'objet d'une description est ou non une entité, on peut affirmer qu'il est tel que cette description le définit,.
Tout acte psychique a pour corrélat un objet (Gegenstand).

## Les types d'être
Meinong distingue trois types d'être :
- l'existence (Existenz), ou réalité effective (Wirklichkeit), qui est l'existence physique, c'est-à-dire spatio-temporelle, d'un objet (le verbe correspondant est existieren) ;
- la subsistance ou consistance (Bestand, dont le verbe est bestehen) qui correspond à l'être idéal, notamment l'objet mathématique ;
- le fait d'être donné (Gegebenheit, comme on dit en allemand es gibt, « il est donné », qui équivaut à notre « il y a »).

Certains objets peuvent exister (pour prendre des exemples qui ne sont pas dans Meinong : une montagne, un oiseau peuvent exister) ; d'autres ne peuvent jamais exister, comme les objets mathématiques : ces objets subsistent simplement. Enfin, une troisième classe d'objets ne peut pas même subsister : il s'agit des objets impossibles (comme le cercle carré, exemple cité par Meinong). Ils révèlent, ce faisant, le mode minimal de l'être. Tout objet est au moins donné : ce type d'être n'a pas de contraire.
Lorsque l'on nie l'être d'un objet, par exemple, cela revient à affirmer son non-être (Nichtsein) ; et pour dire quelque chose de cet objet (même s'il s'agit, en l'occurrence, de son non-être), il faut qu'il soit donné en quelque façon, qu'« il y ait » cet objet.

## Les types d'objets
Meinong distingue quatre classes d'objets (Gegenstand) :
- l'objectité (Objekt), qui peut être réelle (comme la note d'une mélodie) ou idéale (comme les notions de différence, d'identité, etc.) ;
- l'objectif (Objektiv), par exemple l'affirmation d'un être (Sein) ou d'un non-être (Nichtsein), d'un être-tel (Sosein), ou d'un être-avec (Mitsein) — esquissant ainsi les jugements d'être, catégorique et hypothétique ;
- le dignitatif, par exemple le vrai, le beau, le bien ;
- le désidératif, par exemple le devoir, la fin.

À ces quatre classes d'objets correspondent quatre activités psychiques : 
- la représentation (das Vorstellen), pour l'objectité ;
- la pensée (das Denken), pour l'objectif ;
- le sentir (das Fühlen), pour le dignitatif ;
- le désir (das Begehren), pour le désidératif.

Chaque vécu est relié à un type d'objet.

## Traduire Meinong
Les textes de Meinong sont assez difficiles à traduire en français, car ils posent des distinctions entre des termes (en général, un terme germanique et un terme latin) que l'on traduit en général par le même mot en français ; par exemple, Gegenstand et Objekt, ou encore bestehen et existieren. Les traducteurs français sont obligés de contourner la difficulté en créant ou en détournant d'autres mots ; par exemple, Jean-François Courtine et Marc de Launay traduisent Objekt par « objectité », bestehen par « subsister ».
Il vaudrait peut être mieux traduire le terme bestehen par « consister », car l'objectif n'est pas à la manière d'une substance mais a bien plutôt une consistance, d'une "insistance".
En outre, la traduction de dualismes formés par l'opposition de racines latines et germaniques par des néologismes apparaît très arbitraire. Ces traductions sont sinon déroutantes, du moins, d'elles-mêmes, totalement insignifiantes. Une autre solution consiste à penser de nouveau ces termes pour ce qu'ils signifiaient dans la pensée de l'auteur, et proposer des termes complexes, à une extrémité, et à l'autre, une véritable reformulation des textes qui met la langue en accord avec ce qui y était signifié – ce qui reste le principe même de l'activité de traduction. On peut citer à ce sujet l'essai Translation and Meaning de  Willard Van Orman Quine, on peut également rappeler la manière qu'avait Heidegger lui-même de malmener la syntaxe allemande - plutôt que ses mots - pour introduire d'antiques concepts dans le discours philosophique moderne - comme le faisait déjà, avant lui, Kant.

## Œuvres de Meinong disponibles en français
- Alexius Meinong (trad. de l'allemand), Théorie de l'objet et présentation personnelle, Paris, Vrin, 2000, 190 p. (ISBN 978-2-7116-1408-0, lire en ligne)

- Sur les objets d'ordre supérieur et leur rapport à la perception interne (1899), in A l'école de Brentano, Fisette et Fréchette (eds), Vrin, 2007, pp. 261–341.